# Orlando Ramírez
Orlando Aliro Ramírez Vera (Santiago, 7 de mayo de 1943-ibíd., 26 de julio de 2018), apodado Chocolito, fue un futbolista profesional chileno que se desempeñaba como volante y delantero.

## Trayectoria
Si bien fue captado desde la primera infantil de Audax Italiano, debutó en  Primera División defendiendo los colores de Universidad Católica, club con el cual festejó el título de Primera División 1961, tras ganarle en la final de esa temporada a Universidad de Chile 4-3 en el marcador global (1-1 en la ida y 3-2 en la vuelta), en otra de las definiciones entre Universidad Católica y Universidad de Chile. Tras su paso por el club cruzado, jugó en Palestino entre 1965 y 1971, el último año en la Segunda División. Tras su retiro, volvió a jugar en la Primera División en 1977 defendiendo a Santiago Morning.
Cuando jugaba en Palestino fue convocado por la selección de fútbol de Chile para la Copa Mundial de Fútbol de 1966. Según compañeros de la época, tuvo una vida bohemia en paralelo a su trayectoria deportiva.

## Clubes
| Club                 | País  | Año       |
| -------------------- | ----- | --------- |
| Universidad Católica | Chile | 1959-1964 |
| Palestino            | Chile | 1965-1971 |
| Santiago Morning     | Chile | 1977      |

## Participaciones en Copas del Mundo
| Mundial                        | Sede       | Resultado    |
| ------------------------------ | ---------- | ------------ |
| Copa Mundial de Fútbol de 1966 | Inglaterra | Primera fase |

## Palmarés

### Torneos nacionales
| Título           | Club                 | País  | Año  |
| ---------------- | -------------------- | ----- | ---- |
| Primera División | Universidad Católica | Chile | 1961 |